# اللي رقصوا ع السلم (فلم)
اللى رقصوا ع السلم  فيلم كوميدي مصري للمخرج ناجي أنجلو عام 1994  كتب القصة والسيناريو والحوار المؤلف والشاعر عبد الدايم الشاذلي. الفيلم من بطولة مريم فخر الدين، أحمد بدير، عايدة رياض، سعاد نصر، وداد حمدي، وخيرية أحمد  وتدور الأحداث حول الزوجين نادر وأميرة ومحاولاتهم للحصول على بيت الزوجية ولكنهم يصبحوا ضحايا للمخادعين مما يتسبب في فقدان الزوج لعقله.
صدر الفيلم إلى دور العرض المصرية في 17 يناير 1994.
منح موقع قاعدة بيانات الأفلام العربية «السينما.كوم» الفيلم درجة 5.3/ 10.

## طاقم التمثيل
مريم فخر الدين: في دور الأرملة إنجي هانم
أحمد بدير: في دور نادر
عايدة رياض: في دور أميرة (زوجة نادر وزميلته في العمل)
سعاد نصر: في دور فاطمة (زميلة نادر وأميرة)
وداد حمدي: في دور أم نادر
خيرية أحمد: في دور أم أميرة
فاروق فلوكس: في دور ظريف
جيهان نصر: في دور هويدا
محمود الشاذلي: في دور عم أحمد (بواب فيلا الأرملة إنجي)
بالاشتراك مع: وجدى وليم – سلوى شوشه – سيد مصطفى – مها عزت – منير مكرم 

## أحداث الفيلم
يعمل نادر (أحمد بدير) وأميرة (عايدة رياض) في مصلحة واحدة، وهم أيضا متزوجين وليس لهم مكان للإقامة. يزاملهم في العمل الاستاذ ظريف (فاروق فلوكس) وزوجته فاطمة (سعاد نصر) الذين حصلا على شقة عبارة عن حجرة واحدة، وزميلهم أيضاً الاستاذ فرحات (منير مكرم) الأعزب وتشاغله الأنسة حنان (مها عزت). ينفق نادر وأميرة مبلغ من المال تم جمعه خلال 3 سنوات لشراء بيت الزوجية، ولكنهم يكتشفوا أنهم ضحية شخص مخادع وتلقي الشرطة القبض عليه ويضيع المال والحلم. تقترح فاطمة أن يتزوجا في بيت أي من العائلتين ويؤيد ذلك فرحات وظريف، ويتم الزواج في بيت والدة نادر (وداد حمدي) وشقيقته الشابة هويدا (جيهان نصر) التي كانت حمامة السلام بين والدتها والزوجين. تشعر أميرة بالغربة ويمر عام في شجار دائم بين الزوجين، حتى يتمكن المدعي الاشتراكي من رد أموالهم المنهوبة ولكنها لم تعد تكفي للحصول على شقة جديدة. تقترح أميرة أن تكون الإقامة في بيت والدتها (خيرية أحمد) وأيضا لا يجد نادرحريته وراحته في بيت حماته. يقرأ فرحات عن إعلان في الصحف عن سيدة في العقد الخامس من عمرها تعيش في فيلا كبيرة وتريد أن يشاركها زوجين لا سكن لهم، ويسارع نادر وأميرة بطلبهم، ضمن آلاف المتقدمين، وتوافق مدام إنچى (مريم فخر الدين) صاحبة الفيلا على طلب نادر لأنه يشبه ابنها حسام تماماً. يعيش نادر وأميرة في الفيلا في منتهى السعادة، غير أن نادر كان دائم القلق لا يعرف لماذا تفعل مدام إنچى ذلك، فالإقامة كاملة مجانا وتترك لهما سيارتها يذهبان بها للعمل. تسع أميرة بحياتها الجديدة، وتخبرهم مدام إنچى أن إبنها، مع بعض رجال الأعمال، سيقوم بزيارة للقاهرة لمدة 15 يوم، وستكون الإقامة في الفيلا وبالطبع عليهم البحث عن مكان بديل خلال الزيارة. تفضل أميرة الإقامة في فندق 5 نجوم لتحافظ على المستوى الجديد، وتنفق ثلاثة أرباع مدخراتهم في 15 يوم. يطول الإنتظار ويذهب الزوجين إلى فيلا مدام إنجي ويبلغهم عم أحمد (محمود الشاذلي)، البواب، أن إنچى هانم مرضت واصطحبها ابنها إلى أمريكا للعلاج، وقبل سفره باع الفيلا وهدمها المشتري الجديد ليقيم مكانها برجا سكنيا، وهنا يقوم نادر بخلع ملابسه ودار في الشوارع بعد أن فقد عقله.

## وصلات خارجية
- مقالات تستعمل روابط فنية بلا صلة مع ويكي بيانات
- اللى رقصوا ع السلم على موقع الدهليز
- اللى رقصوا ع السلم على موقع كاروهات

https://www.kinopoisk.ru/film/1132753/ اللى رقصوا ع السلم (فيلم)
https://www.csfd.cz/film/742035-elly-ra-aso-aal-sellem/recenze/ اللى رقصوا ع السلم (فيلم)